# Reichsrundfunkkammer

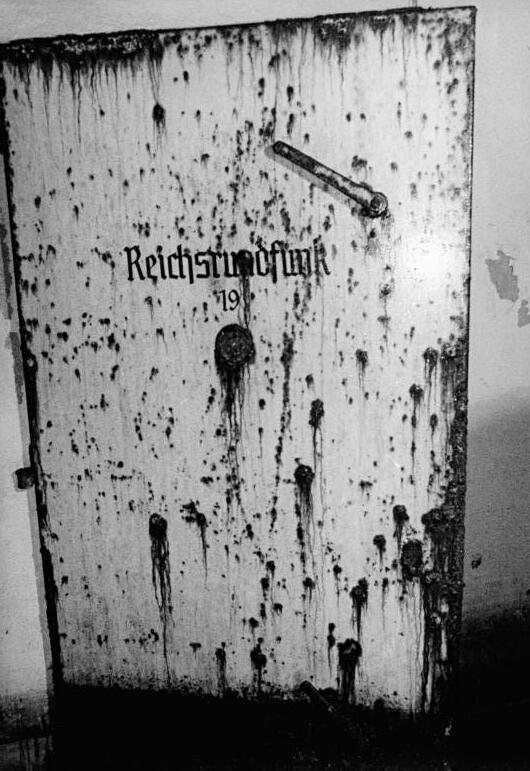
Schließung des Bunkers der Neuen Reichskanzlei am 9. August 1990 – hinter dieser Tür arbeitete der ehemalige Reichsrundfunk

Die Reichsrundfunkkammer war eine Institution im Deutschen Reich, die die Aufgabe hatte, mit den Mitteln des Rundfunks die Gleichschaltung der Gesellschaft während der Zeit des Nationalsozialismus voranzutreiben. Sie wurde am 3. Juli 1933 als eine der sieben Abteilungen der Reichskulturkammer gegründet. Präsident der Reichsrundfunkkammer war Horst Dreßler-Andreß und ab Frühjahr 1937 Hans Kriegler, als Vizepräsident wurde der Reichssendeleiter Eugen Hadamovsky ernannt. 
In der Reichsrundfunkkammer unterstanden die Rundfunkindustrie, der Radiohandel, die Funkpresse, die Hörerverbände und die Reichs-Rundfunk-Gesellschaft der Führung des Reichsministeriums für Volksaufklärung und Propaganda unter Joseph Goebbels, dem Reichspropagandaleiter der NSDAP. Zitat Goebbels:

„Wir machen gar keinen Hehl daraus: Der Rundfunk gehört uns, niemandem sonst. Und den Rundfunk werden wir in den Dienst unserer Idee stellen, und keine andere Idee soll hier zu Wort kommen.“

Der Zweck der Reichsrundfunkkammer war somit, „dem Willen des Führers“ zu dienen und „das ganze Volk mit dem Rundfunk zu durchdringen, um Staatsführung und Volksgemeinschaft zu einer geschlossenen Einheit zu machen“.
1939 wurde die Reichsrundfunkkammer aufgelöst und ihre Aufgaben an die Reichs-Rundfunk-Gesellschaft übertragen.